# Calvaire du Rohic
Le Calvaire du Rohic, est situé au lieu-dit « Le Rohic », à proximité immédiate d'une chapelle sur la commune de Vannes dans le Morbihan.

## Historique
Le calvaire fait l’objet d’une inscription au titre des monuments historiques depuis le 25 janvier 1929.

## Architecture
La croix est dressée sur un soubassement carré en pierres de taille.
Le socle monolithe accueille le fut chanfreiné de la croix.
Le Christ en croix est encadré de la Vierge et saint Jean. 